# Schizocosa aulonia
Schizocosa aulonia là một loài nhện trong họ Lycosidae.
Loài này thuộc chi Schizocosa. Schizocosa aulonia được Charles Denton Dondale miêu tả năm 1969.